# Guaporemal
Guaporemal (Corydoras guapore) är en fiskart som beskrevs av Knaack, 1961. Guaporemal ingår i släktet Corydoras och familjen Callichthyidae. Inga underarter finns listade i Catalogue of Life.